# Hallu
Hallu é uma comuna francesa na região administrativa de Altos da França, no departamento de Somme. Estende-se por uma área de 3,85 km². Em 2010 a comuna tinha 170 habitantes (densidade: 44,2 hab./km²).